# Observación

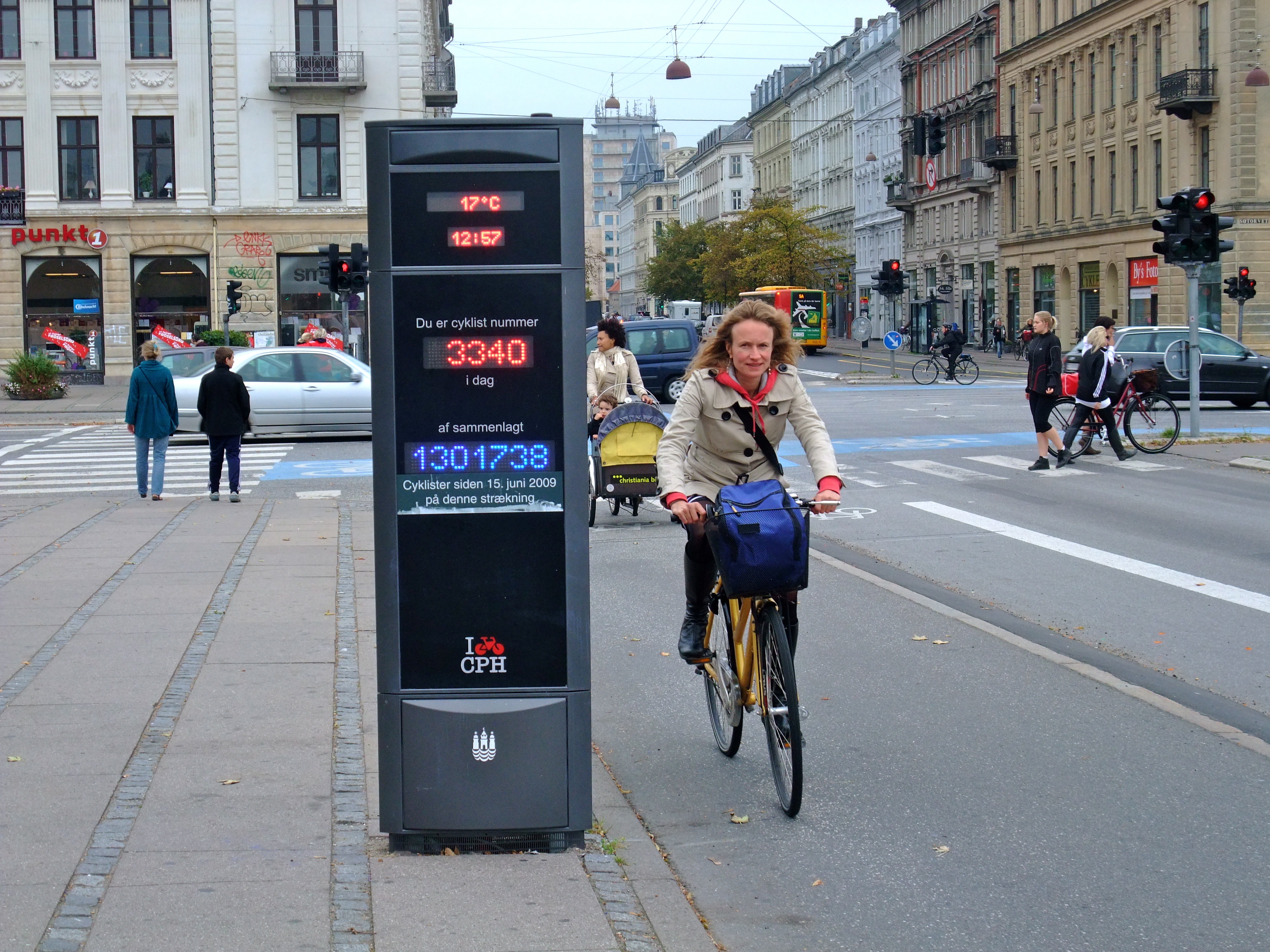
Un contador de bicicletas muestra el número ciclistas que han transitado en una vía de Copenhage, Dinamarca.

La observación es la adquisición activa de información sobre un fenómeno o fuente primaria. Los seres vivos detectan y asimilan los rasgos de un elemento utilizando sus sentidos como instrumentos principales. En los humanos, esto no solo incluye la vista y todos los demás sentidos, sino también el uso de herramientas, técnicas e instrumentos de medición. El término también se puede referir a cualquier dato recogido durante esta actividad.  
El adquirir información de los fenómenos que rodean al observador, sea con trabajo de laboratorio o con trabajo de campo, es usualmente el primer paso del método empírico en la investigación científica. Estas observaciones llevan a la curiosidad y al planteamiento de preguntas sobre por qué un fenómeno ocurre, o su relación con otros fenómenos.  
Las observaciones se pueden clasificar en cuanto a su ocurrencia, frecuencia, duración, tiempo, dimensiones cualitativas, entre otros.  

## Método científico

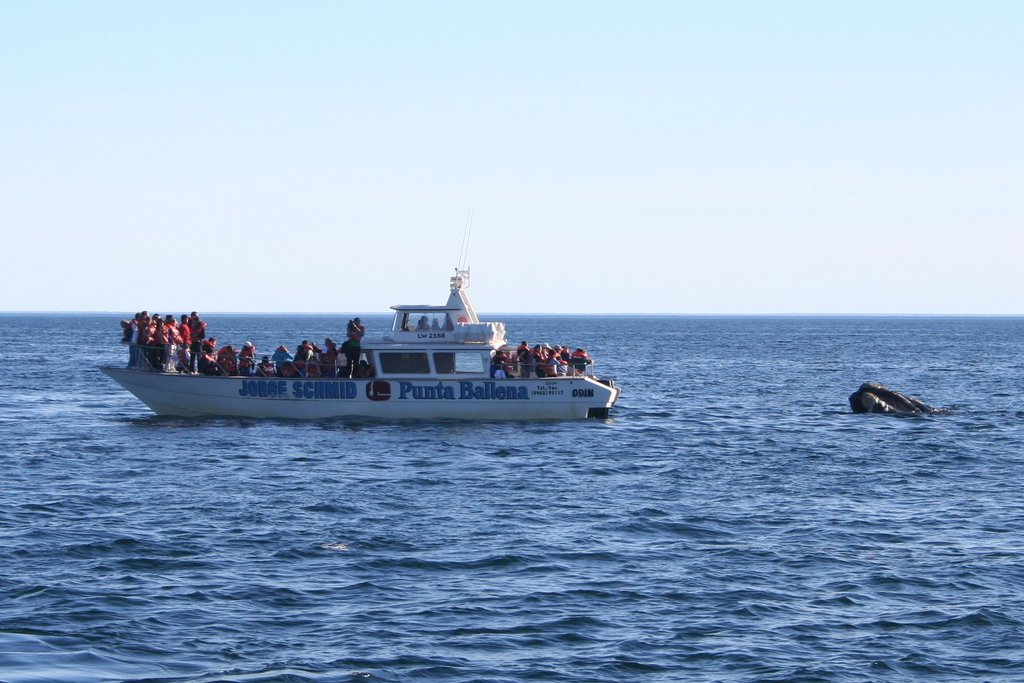
Avistamiento de ballenas en península Valdés, Argentina.

Además de ser el primer paso del método científico, la observación es indispensable en el curso de la experimentación. A diferencia de la observación inicial, que puede ser fortuita, la experimentación es una observación estructurada. En el proceso se utilizan los cinco sentidos físicos y materiales, junto con las técnicas de medición, test estandarizados y los instrumentos de medición.
El método científico requiere observaciones de fenómenos naturales para formular y probar hipótesis. Consta de los siguientes pasos:
1. Haz una pregunta sobre un fenómeno natural
2. Observa el fenómeno
3. Formular una hipótesis que responda provisionalmente a la pregunta
4. Predecir las consecuencias lógicas y observables de la hipótesis que aún no se han investigado
5. Ponga a prueba las predicciones de la hipótesis mediante un experimento, estudio de observación, estudio de campo o simulación
6. Extraiga una conclusión de los datos recogidos en el experimento, o revise la hipótesis o forme una nueva y repita el proceso.
7. Redactar un método descriptivo de observación y los resultados o conclusiones alcanzados
8. Pedir a compañeros con experiencia en la investigación del mismo fenómeno que evalúen los resultados.

Las observaciones desempeñan un papel en la segunda y quinta etapas del método científico. Sin embargo, la necesidad de reproducibilidad exige que las observaciones de distintos observadores puedan ser comparables. Las impresiones sensoriales humanas son subjetivas y cualitativos, por lo que son difíciles de registrar o comparar. El uso de la medición se desarrolló para permitir el registro y la comparación de observaciones realizadas en diferentes momentos y lugares, por diferentes personas. La medición consiste en utilizar la observación para comparar el fenómeno observado con una estándar. La unidad patrón puede ser un artefacto, un proceso o una definición que todos los observadores puedan duplicar o compartir.  En la medición, se cuenta el número de unidades patrón que es igual a la observación.  La medición reduce una observación a un número que puede registrarse, y dos observaciones que den como resultado el mismo número son iguales dentro de la resolución del proceso.
Los sentidos humanos son limitados y están sujetos a errores de percepción, como las ilusiones ópticas. Los instrumentos científicos se desarrollaron para ayudar a la capacidad humana de observación, como las balanzas, los relojes, los telescopios, los microscopios, los termómetros, las cámaras y las grabadoras. Los indicadores de pH también traducen en forma perceptible sucesos que son inobservables por los sentidos, como el indicador, y también traducen en forma perceptible sucesos inobservables por los sentidos, como tintes indicadores, voltímetros, espectrómetros, cámara de infrarrojo, osciloscopios, interferómetros, contadores Geiger y receptores de radio.
Un problema que se plantea en todos los campos científicos es que la observación puede afectar al proceso observado, dando lugar a un resultado diferente del que se obtendría si el proceso no se observara. Esto se denomina efecto observador. Por ejemplo, normalmente no es posible comprobar la presión de aire de un neumático de automóvil sin dejar salir parte del aire, cambiando así la presión. Sin embargo, en la mayoría de los campos de la ciencia, es posible reducir los efectos de la observación a la insignificancia utilizando mejores instrumentos.
Consideradas como un proceso físico en sí mismas, todas las formas de observación (humana o instrumental) implican amplificación y son, por tanto, termodinámicamente irreversibles, aumentando la entropía.